# Vitalija Tuomaitė
Vitalija Tuomaitė, född den 22 november 1964, död 8 augusti, 2007 i Vilnius, var en sovjetisk basketspelare som var med och tog OS-brons 1988 i Seoul.